# كارلوس مارياني
كارلوس مارياني هو سياسي أمريكي، ولد في 13 يوليو 1957. نشط حزبياً في حزب العمال المزارعين الديمقراطيين في مينيسوتا والحزب الديمقراطي. وقد انتخب عضو مجلس نواب مينيسوتا ‏.